# FT-ICR-Massenspektrometrie

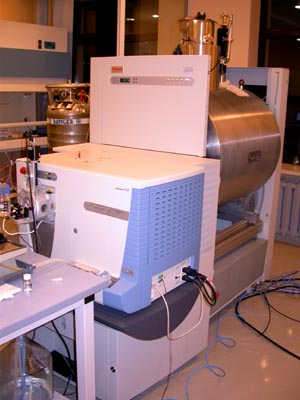
Linear Iontrap – FT-ICR-Massenspektrometer (Magnetabdeckungen sind entfernt)

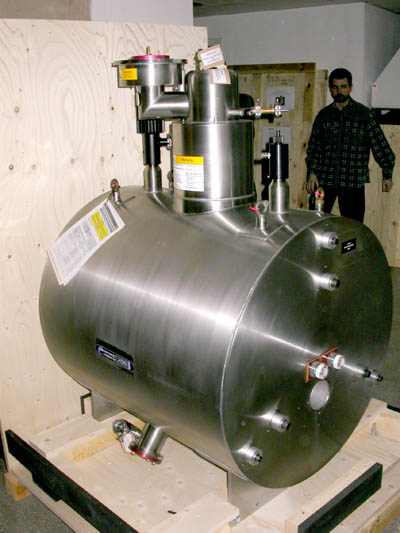
Supraleitender Magnet (7 Tesla) für ein FT-ICR-Massenspektrometer.

Die FT-ICR-Massenspektrometrie (FT-ICR-MS = Fourier-Transform Ionenzyklotronresonanz Massenspektrometrie) ist ein Verfahren der Ionenfallen-Massenspektrometrie mit sehr hoher Massenauflösung.

## Geschichte
FT-ICR-MS basiert auf der im Jahr 1936 beschriebenen Penning-Falle. Im Jahr 1974 entwickelten Alan G. Marshall und Melvin B. Comisarow von der University of British Columbia, inspiriert von den Methoden der Fourier-Transformations-Kernspinresonanzspektroskopie- (FT-NMR) und der Ionenzyklotronresonanz (ICR), ein Fourier-Transform-Massenspektrometer (FT-ICR-Massenspektrometrie). Marshall entwickelte die Technik an der Ohio State University und der Florida State University weiter. Sehr schnell wurden auch entsprechende kommerzielle Geräte verfügbar. Heute liegen die eingesetzten Feldstärken bei kommerziellen Geräten bei bis zu 15 Tesla.

## Funktionsprinzip
Im FT-ICR-MS bzw. deren Ionenfalle herrscht ein homogenes Magnetfeld, das die Ionen auf Kreisbahnen mit einer massenabhängigen Umlauffrequenz zwingt. Die Ionen werden zunächst mit einem Anregungsimpuls in Phase gebracht. Durch Anlegen eines elektrischen Wechselfeldes senkrecht zum Magnetfeld kann eine Zyklotronresonanz erzeugt werden. Stimmen nämlich Frequenz des eingestrahlten Wechselfeldes und Zyklotron-Kreisfrequenz der Ionenmasse überein, so tritt der Resonanzfall ein und der Zyklotronradius des betreffenden Ions vergrößert sich durch Aufnahme von Energie aus dem Wechselfeld. Diese Änderungen des Zyklotronradius führen zu messbaren Signalen an den Detektorplatten des Massenspektrometers. Um Ionen mit unterschiedlicher Masse zu erfassen, wird das eingestrahlte Wechselfeld variiert und das gemessene Signal fouriertransformiert. Die zeitabhängigen Rohsignale werden in frequenzabhängige Signale umgewandelt, welche dann einem Masse-zu-Ladung-Verhältnis korreliert werden können.
Die Detektion erfolgt im Gegensatz zu anderen Massenspektrometrie-Systemen nicht direkt mit einem "diskreten" Detektor. Da Frequenzen derzeit mit höherer Genauigkeit bestimmt werden können als jeder andere physikalische Parameter, bieten diese Systeme sehr hohe Auflösungen und Massegenauigkeiten. Die Geräte erreichen Massenauflösungen, die auch hochauflösende Sektorfeld-Massenspektrometer vor allem bei höheren Massen bis um das Hundertfache übertreffen. Sie kann bis zu R = 2.000.000 betragen. Die Auflösung des FT-ICR-MS steigt mit der Kraft und auch der Homogenität des Magnetfeldes. Die eingesetzten Feldstärken liegen bei kommerziellen Geräten bei bis zu 15 Tesla. Dies ist nur durch den Einsatz supraleitender Magnete zu erreichen, was den apparativen Aufwand und den Preis der Geräte stark erhöht.
Kommerziell verfügbare Geräte sind heute meist Hybrid-Massenspektrometer z. B. aus einer vorgelagerten linear trap und dem eigentlichen FT-ICR-MS. Kleinere FT-ICR-MS mit beschränkter Massenauflösung haben sich dagegen am Markt nicht durchgesetzt.

## Grundprinzip
Das Ionenspeicherprinzip der FT-ICR ist ähnlich der eines Zyklotrons. Etwas vereinfacht ist das Verhältnis von Zyklotronfrequenz und Masse-zu-Ladung-Verhältnis
{\displaystyle f={\frac {qB}{2\pi m}},}
wobei f = Zyklotronfrequenz, q = Ladungsanzahl, B = Magnetische Feldstärke und m = Ionenmasse.
Dies kann auch als Kreisfrequenz oder Winkelfrequenz ausgedrückt werden:
{\displaystyle \omega _{\text{c}}={\frac {qB}{m}},}
wobei {\displaystyle \omega _{\text{c}}} die Kreisfrequenz ist, relativ zu {\displaystyle f={\frac {\omega }{2\pi }}}.
Da in der Praxis Quadrupolfelder in der Trap anliegen, gilt die Formel nur in erster Näherung.

## Anwendungsbereiche
Wichtigstes Anwendungsgebiet der FT-ICR sind Analysen in der Biochemie und Medizin (z. B. der Proteomik und der Metabolom-Forschung). Anwendungen finden sich auch auf dem Feld der Umweltanalytik, der Forensik und der petrochemischen Industrie u. a. bei komplexen Gemischen bei der direkten Bestimmung von Elementarzusammensetzungen aus den exakten monoisotopischen Massen einzelner Verbindungen.

## Alternativen
Der seit dem Jahr 2005 verfügbare Orbitrap ist ebenfalls ein Massenspektrometer mit sehr hoher Massenauflösung. Flugzeitmassenspektrometer können ebenfalls für manche Anwendungen hinreichend hohe Auflösungen erreichen, und dies bei deutlich höheren Scan-Raten als beim FT-ICR-MS. Der Einsatz supraleitender Magnete ist bei beiden Gerätetypen nicht notwendig, was den apparativen Aufwand und den Preis der Geräte deutlich niedriger hält.